# Onoclée sensible
Onoclea sensibilis
Espèce
L'Onoclée sensible (Onoclea sensibilis) est une espèce de petites fougères de la famille des Onocleacées.
Elle est native tant d'Amérique du nord (Est du Canada, Est des États-Unis) que d'Asie orientale (Russie -îles Kouriles, Sakhaline-, Chine, Japon, Corée).

## Description
L'Onoclée sensible est dotée d'un rhizome rampant, formant sans cesse de nouvelles plantes et portant deux sortes de frondes : les unes purement végétatives, vert clair à très clair, foliacées, disparaissant à l'époque des gelées, les autres fructifères, rigides, persistant tout l'hiver, à divisions primaires contractées en un chapelet d'enveloppes sphériques qui dissimulent les spores.

## Usages
Selon l'ethnobotaniste François Couplan, le rhizome de l'Onoclée sensible aurait autrefois été consommé par les amérindiens, après cuisson

## Galerie d'images

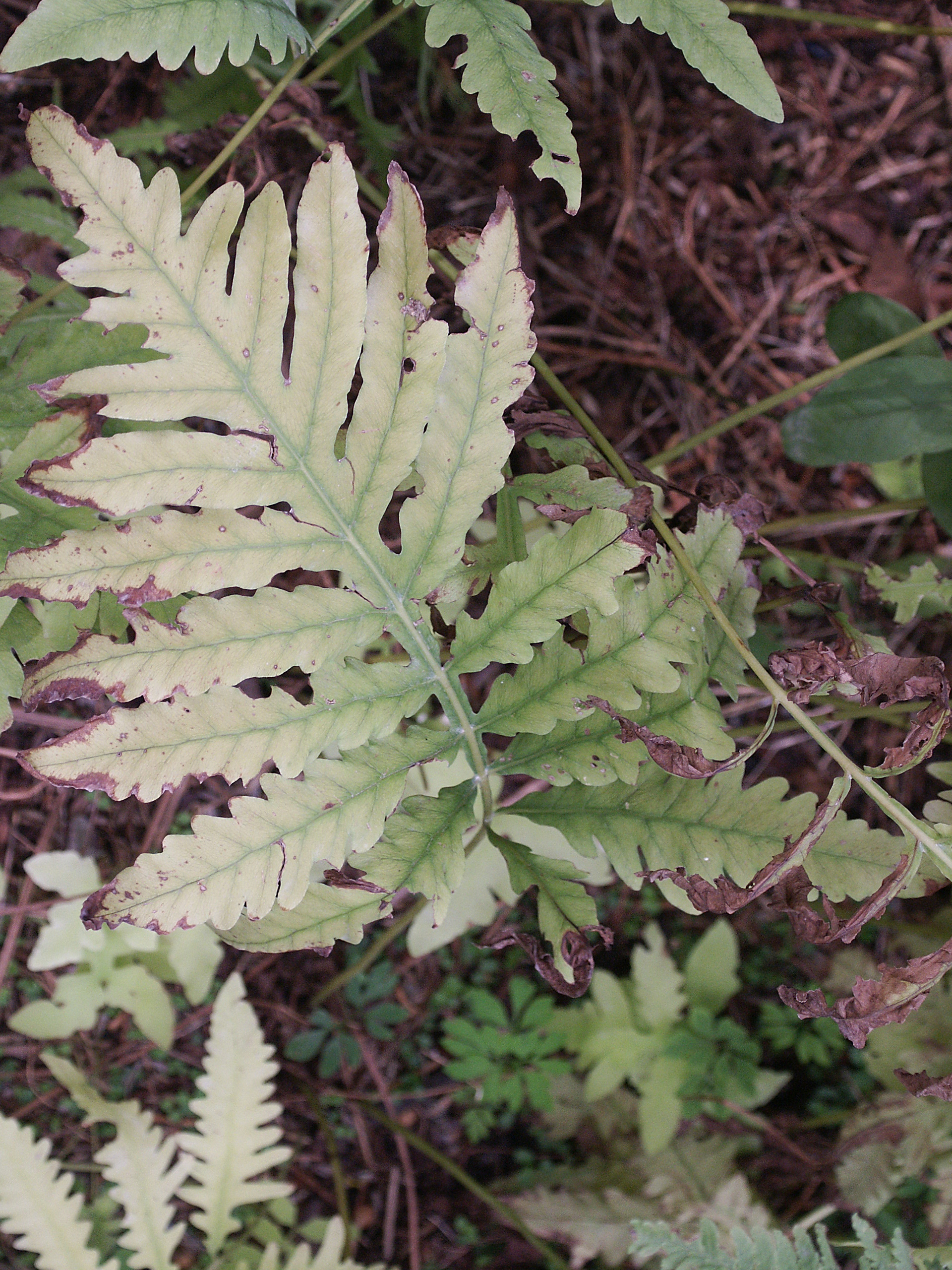
Fronde stérile.
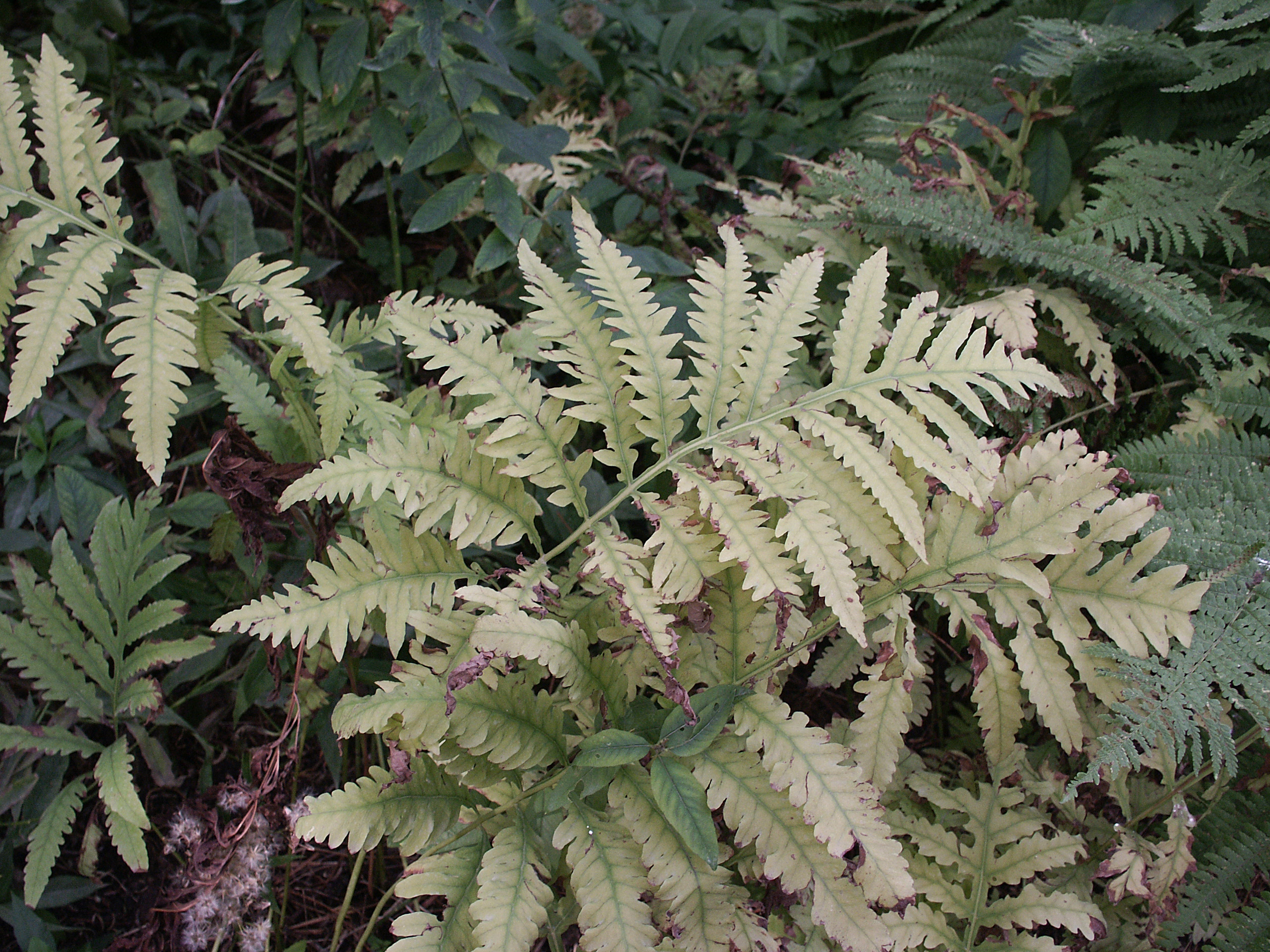
Frondes stériles.
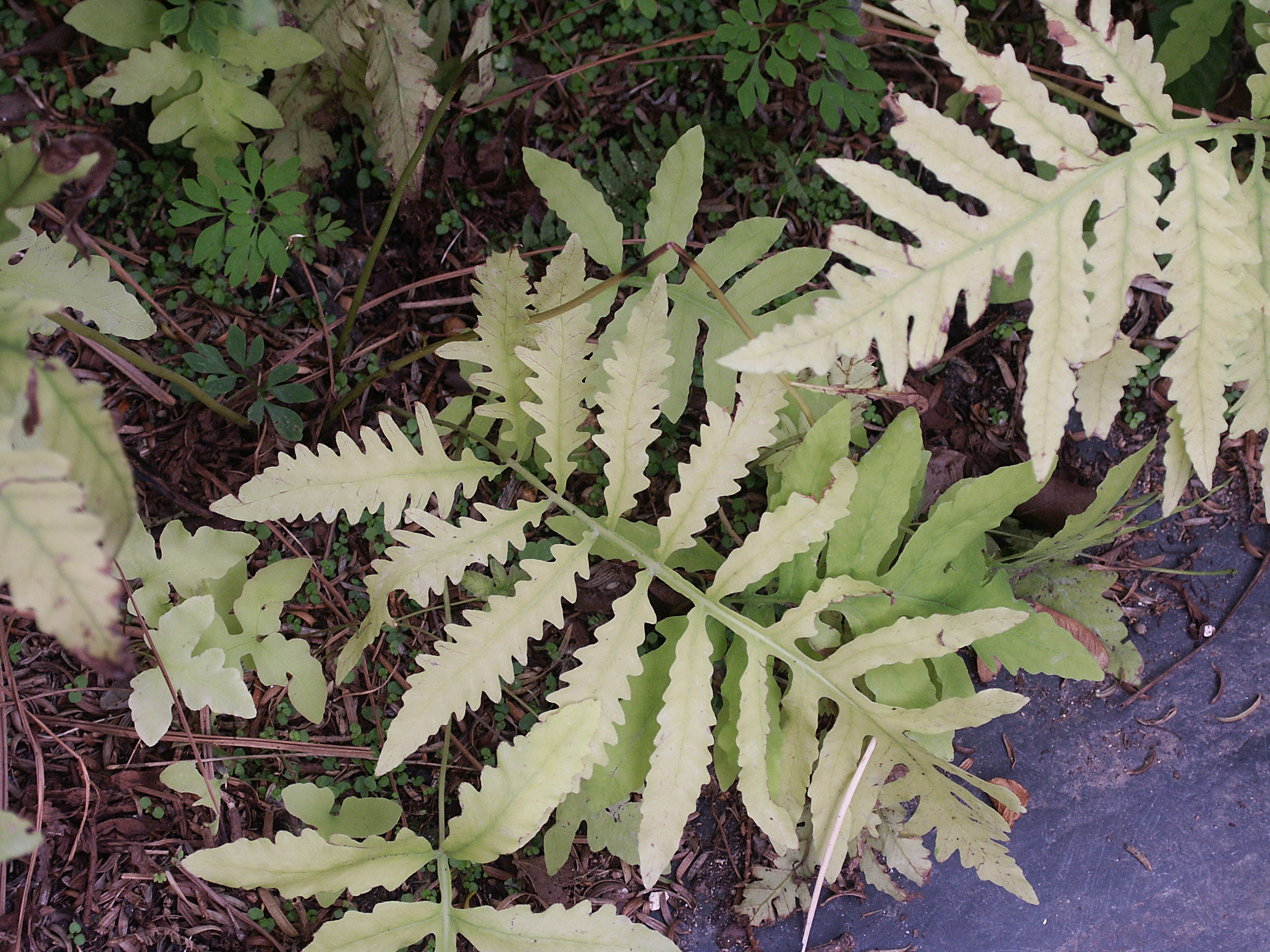
Frondes stériles.